# Ann Loubert
Ann Loubert, née en 1978 à Remiremont dans le département des Vosges, est une artiste peintre et une dessinatrice franco-suisse. Elle réside aujourd’hui à Strasbourg. 

## Biographie
Ann Loubert est née en 1978 à Remiremont.
Après un cursus de Lettres modernes à Nancy, elle est admise à l’École supérieure des arts décoratifs de Strasbourg, dont elle sort diplômée en 2005.
En 2006, une première résidence de trois mois à Poznań (Pologne), organisée par le Club des arts de Strasbourg dans le cadre d’un échange entre les deux villes, marque le début d’une série de voyages. Lauréate du C.E.A.A.C de Strasbourg en 2007, elle effectue ainsi un séjour de trois mois à Berlin. Elle vit et travaille à Strasbourg.
En 2009, le Musée d’art moderne et contemporain de Strasbourg fait l'acquisition de trois de ses œuvres.
En 2011-2012, elle se rend à Pékin puis à Taïnan (Taïwan), en vue de s’initier à la calligraphie. Ce dernier voyage donnera lieu à l’exposition « Retour d’Asie » au C.E.A.A.C en 2012, ainsi qu’à la publication d’extraits de ses « Carnets d’Asie » dans la revue L’Atelier contemporain,,.
Sous le patronage des éditions L'Atelier contemporain, elle expose en 2014 aux côtés de l'artiste peintre Clémentine Margheriti à la Halle Saint-Pierre de Paris puis, en 2016, aux côtés de Nathalie Savey à la galerie Omnibus de Besançon.
En 2015, l’Artothèque de Strasbourg en acquiert deux à son tour. Depuis 2017, une de ses toiles est visible au musée d’art et d’histoire de Neuchâtel (Suisse). 
Une exposition personnelle lui est consacrée en septembre-octobre 2017 à la Galerie Numaga de Colombier (Suisse).

## Œuvre
Ann Loubert puise ses sujets – portraits, paysages, scènes, arbres ou fleurs, choses vues, « ces réalités que nous traversons » – dans son entourage immédiat. Son œuvre est traversée par le désir de s’égaler à la « justesse » des rencontres et des instants vécus, ainsi qu’elle le formule pour elle-même dans ses carnets d’observation : 

« Comment dire la justesse d’un de ces moments, avec grâce ou avec pesanteur, c’est égal ? […] Une bonne dose d’acceptation, se laisser faire et surtout, ne pas vouloir intégrer une peau qui ne serait pas la sienne. »

— Carnets d’Asie, 2011-2012
Cette recherche se traduit par certains choix techniques et parti-pris de méthode. L’artiste revendique notamment un travail sur le motif (ou, selon ses termes, « avec le motif »), lequel exclut tout recours à un support intermédiaire dans l’élaboration de l’image « subjectivité d’approche diamétralement opposée à un enregistrement mécanique ou intégral à l’aide d’un appareil photo ou d’un magnétophone. »
De formation littéraire, Ann Loubert accorde dans son œuvre une place décisive à l’écrit. Fragments, bribes, notations se retrouvent aussi bien dans ses carnets, qui recueillent le fruit d’une pratique quotidienne du croquis nomade, que dans les œuvres de plus grande envergure et de plus longue haleine, résultats du travail d’atelier. Les deux approches — écrite et graphique — sont conçues comme complémentaires, chacune palliant les défauts ou les insuffisances de l'autre.

## Publications
- « Route, de nuit » et « Carnets d’Asie, 2011-2012 », in « Ann Loubert », dossier consacré à l’artiste par la revue L’Atelier contemporain, 1er numéro – été 2013 (éd. L’Atelier contemporain, Strasbourg)
- « Toucher l’image du doigt, et voir si l’image reste bien en place », texte consacré à l’artiste peintre Clémentine Margheriti dans la revue L’Atelier contemporain, numéro 2 – printemps 2014 (éd. L’Atelier contemporain)
- À vol d’oiseaux (2013), poèmes de Jacques Moulin, illustrations d’Ann Loubert (éd. L’Atelier contemporain)
- Portique (2014), poèmes de Jacques Moulin, illustrations d’Ann Loubert (éd. L’Atelier contemporain)
- cosa (2017), poèmes de François Bordes, illustrations d’Ann Loubert (éd. L’Atelier contemporain)